# Nouhant
Nouhant – miejscowość i gmina we Francji, w regionie Nowa Akwitania, w departamencie Creuse.
Według danych na rok 1990 gminę zamieszkiwało 355 osób, a gęstość zaludnienia wynosiła 14 osób/km² (wśród 747 gmin Limousin Nouhant plasuje się na 322. miejscu pod względem liczby ludności, natomiast pod względem powierzchni na miejscu 231.).